# Viktor Czajerek
Viktor Johann Czajerek war ein deutscher Architekt. Zusammen mit Ewald Schnaare und ihrem gemeinsamen Büro „Czajerek & Schnaare“ prägte er in den 1920er Jahren die Architektur der Zwischenkriegsmoderne in der Stadt Hamborn am Rhein, die 1929 mit Duisburg zusammengelegt wurde.
Viktor Czajerek war spätestens ab 1912 in Marxloh mit einem eigenen Architekturbüro ansässig. 1922 schloss er sich in Hamborn mit dem Architekten Ewald Schnaare, die bereits zuvor gemeinsamen Projekte bearbeitet hatten, bis mindestens 1929 in einem Büro zusammen. Einer ihrer Mitarbeiter war 1922 für mehrere Monate Willi Ludewig. Czajerek entwarf zusammen mit Schnaare mehrere stadtbildprägende Gebäude in Hamborn. Besonders bedeutsam ist dabei das zwischen 1928 und 1931 errichtete Geschäftshaus an der Ecke Grillostraße und Weseler Straße in Marxloh, das bereits seit 1985 als Baudenkmal unter Denkmalschutz steht. Seine Tätigkeit als Architekt in Hamborn ist bis mindestens 1933 belegt.
Czajerek ist Mitte der 1920er Jahre unter anderem in Branchenverzeichnissen mit Sitz in der Königstraße 125a verzeichnet. Er war Mitglied im Bund Deutscher Architekten.

## Werke und Projekte (Auswahl)

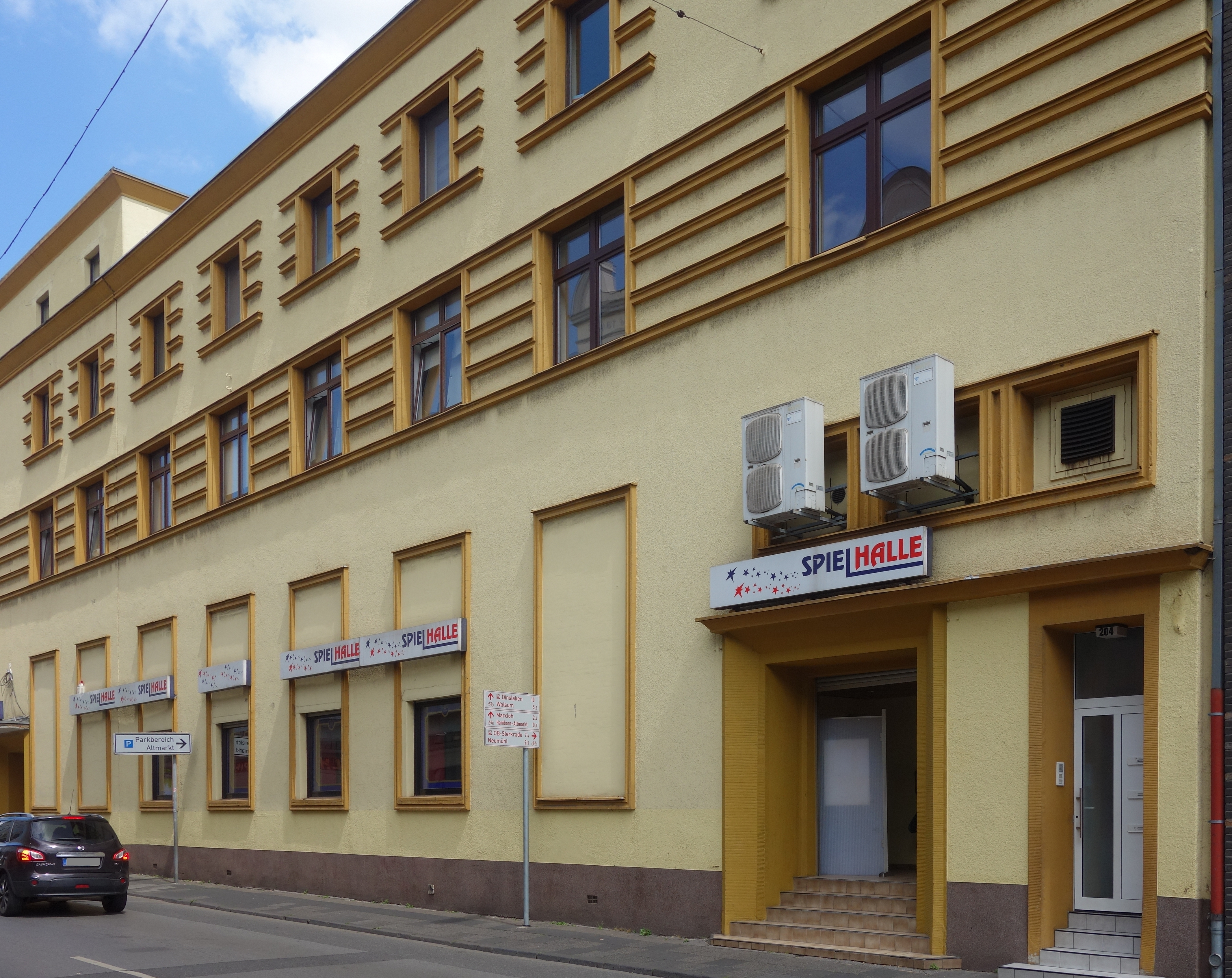
1926–1928: Saalbau der ehemaligen „Lichtburg“, Alt-Hamborn

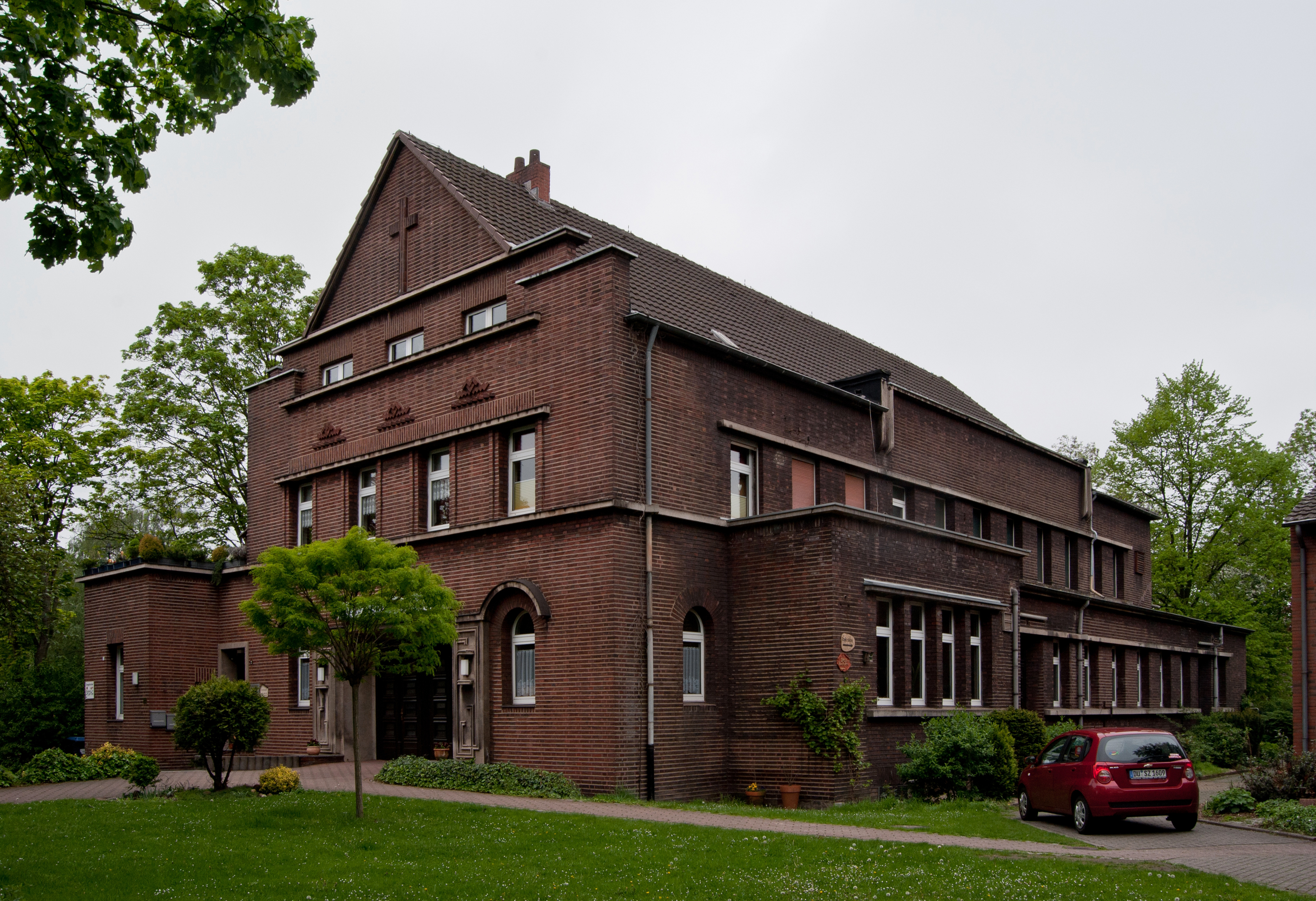
1927: Evangelisches Gemeindehaus, Aldenrade

Alle Gebäude befinden sich in Duisburg-Hamborn und wurden in Zusammenarbeit mit Ewald Schnaare erbaut.
- 1920: Wohnanlage des Beamten-Wohnungsvereins Hamborn, Marxloh, Kaiser-Friedrich-Straße 103/105, Schleswiger Straße 1/3/5, Mecklenburger Straße 2, erweitert 1927–1928
- 1923: Blockrandbebauung, Alt-Hamborn, Gehrstraße 24/26, Bernhardstraße 13/15/17/19
- 1925–1929: Umbau eines Wohn- und Geschäftshauses von 1910 bis 1912 zum Kaufhaus, Alt-Hamborn, Jägerstraße 64/66, Weidmannstraße 10/12 (unter Denkmalschutz, Nr. 455)
- 1926–1928: Erweiterung durch einen Saalbau mit dem Lichtspielhaus „Lichtburg“ sowie Um- und Ausbau zu einem Hotel eines Wohn- und Geschäftshauses, Alt-Hamborn, Alleestraße 36, Emscherstraße 204 (unter Denkmalschutz, Nr. 646)
- 1927: evangelisches Wohlfahrts- und Gemeindehaus, Walsum-Aldenrade, Schulstraße 2 (unter Denkmalschutz, Nr. 460)
- 1927–1928: Erweiterung der Wohnanlage des Beamten-Wohnungsvereins Hamborn, Marxloh, Preußenstraße 36/38/40/42/44, Schleswiger Straße 4
- 1928: Erweiterung des Vereinshauses um einen Mitteltrakt zwischen Wohnhaus und ehemaliger Scheune der Gaststätte „Abtei-Keller“, An der Abtei 5, Dieselstraße (1977 abgerissen)[8]
- 1928–1929: Bürohaus und ehemaliges Hotel Handelshof, Alt-Hamborn, Duisburger Straße 227/229
- 1928–1931: zwölf Mehrfamilienhäuser als Teil der Wohnanlage des Gemeinnützigen Vereins für Kleinwohnungswesen, Marxloh, Im Stillen Winkel
- 1928–1931: Geschäfts- und Kaufhaus, Marxloh, Grillostraße 2, Weseler Straße 7 (unter Denkmalschutz, Nr. 13)